# إعادة تأهيل (أغنية)
ريهاب (بالإنجليزية: Rehab)‏ هي أغنية المغنية وكاتبة الأغاني آمي واينهاوس، صدرت في 23 أكتوبر 2006 وهي الأغنية المنفردة الأولى من ألبومها الثاني«باك تو بلاك». كلمات الأغنية هي سيرة ذاتية تتكلم عن رفض آمي دخول عيادة تأهيل، وحصلت الأغنية على المركز السابع في جدول الأغاني البريطاني والمركز التاسع في البيلبورد.
حققت الأغنية نجاح نقدي وتجاري ووصفت بأنها «علامة آمي الغنائية», فازت بثلاث جوائز غرامي عام 2008.